# 大黒屋平吉
大黒屋 平吉（だいこくや へいきち）とは江戸時代から昭和時代まで続いた版元である。

## 来歴
代々、松木平吉を称しており、大平と略称する。松寿堂とも号し、両国吉川町で地本問屋を営んでいる。享保元年（1716年）11月6日の創業とされており、版行開始は明和元年（1764年）で、版行が確認される最初の作品は安永4年（1775年）に出版された喜多川歌麿の富本正本『四十八手恋所訳』である。錦絵では3代歌川豊国の「浮世柄比翼稲妻」、渓斎英泉の「松葉屋内粧ひ」などを出版している。
幕末明治期には4代目が両国広小路に店を構え、歌川国郷、歌川貞秀、3代歌川広重、2代歌川国輝、歌川国明、2代目歌川国明、楊洲周延などといった歌川派の絵師の開化絵を多数出版していた。そして、明治9年（1876年）に満を持して小林清親の光線画を発表して著名となる。この4代目が西洋印刷に押され気味となった錦絵に新しい工夫で対抗していった。
明治18年（1885年）に4代目は家督を5代目に譲っており、5代目はその好みから主に相撲絵や月岡耕漁の能楽絵を多く出している。昭和6年（1931年）に廃業している。墓所は江東区深川白河町の雄松院。

## 歴代
- 1、初代 享保元年に両国広小路吉川町で創業。
- 2、2代目
- 3、3代目 両国広小路吉川町伊兵衛店で営業。
- 4、4代目 松木東江とも号し、小林清親を世に送り出したことで知られる。
- 5、5代目 松木平吉（明治4年（1871年）9月22日[2]‐昭和6年（1931年）6月19日）。

## 作品
- 歌川国貞「十二月所作事ノ内 水無月」 大判2枚続 天保11年（1840年）
- 歌川国芳 「武田上杉川中嶋大合戦図」 大判3枚続 安政4年（1857年）
- 3代目歌川豊国 「伊豆うら娘お房」 大判 安政4年
- 3代目歌川豊国「おまつり佐七」 大判 安政４年
- 3代目歌川豊国 「浮世柄比翼稲妻 序幕の図」 大判3枚続 万延1年（1860年）
- 歌川貞秀 「神奈川横浜港案内図絵」 大判3枚続 万延1年
- 2代目歌川国輝 「東京海運橋兜町為換座五階之図」 大判3枚続 明治5年（1872年）
- 2代目歌川国明 「弥生神社天覧角觝之図」 大判3枚続 明治20年（1887年）